# Solsystemet i Örebroformat

Solmonumentet

Jupitermodellen vid Nikolaikyrkan.

Solsystemet i Örebroformat är en skalenlig modell av solsystemet som sträcker sig genom hela centrala Örebro. Modellen invigdes den 23 maj 2009. Den har tillkommit på initiativ av föreningen Örebro Astronomi och har bekostats av Örebro kommun. Kjell Olauson var idégivare och den som utformat modellen.
På ett fundament i hallandsgranit[källa behövs] finns solen avbildad i form av ett stenklot i bohusgranit med en diameter av 76 cm. Solmonumentet har en total höjd av 190 cm och är placerat på Olof Palmes torg i Örebros södra del.
Gatorna Drottninggatan - Storgatan utgör en 2,5 km lång raksträcka som ger modellen tillräcklig längd utan att förlora möjligheten till överblick. Från torget där solen är placerad är det möjligt att se vattentornet Svampen där modellen av den yttersta planeten Neptunus är placerad. På motsvarande sätt kan besökaren, efter fullbordad rymdpromenad, ifrån Svampens terrass överblicka hela modellen och den övriga staden. 
Planeterna Merkurius, Venus och Mars avbildas på väggtavlor. Övriga planeter återges som modeller i rostfritt stål som, med undantag av Neptunus, placerats på stenfundament i granit. Fundamentet med jorden och månen har placerats mitt på det lilla Näbbtorget. Jupiter återfinns vid Nikolaikyrkan, Saturnus på Järntorget och Uranus vid Olaus Petrikyrkan. Neptunus finns på västra kanten på terrassen uppe i Svampen.

## Örebro Astronomi
Örebro Astronomi är en ideell förening för astronomiintresserade i Örebro med omnejd. Föreningen bildades den 18 november 2008 och har över 150 medlemmar.